# Eagris sabadius
Espèce
Eagris sabadius est une espèce insectes lépidoptères de la famille des Hesperiidae, de la sous-famille des Pyrginae et du genre Eagris.

## Dénomination
Eagris sabadius a été décrit par Gray en 1832 sous le nom de Hesperia sabadius.
Synonyme : Thymele sabadius Boisduval, 1833.

### Sous-espèces
- Eagris sabadius sabadius
- Eagris sabadius aldabranus Fryer, 1912
- Eagris sabadius andracne (Boisduval, 1833) - Madagascar
- Eagris sabadius astoria Holland, 1896
- Eagris sabadius comorana Evans, 1937
- Eagris sabadius isabella Turlin, 1995
- Eagris sabadius maheta Evans, 1937
- Eagris sabadius ochreana Lathy, 1901[1]

## Description
C'est un petit papillon marron d'une envergure variant de 25 à 34 mm (le mâle est plus petit que la femelle). La femelle présente des cellules vitreuses sur le dessus de ses ailes antérieures.

### Chenille
La chenille est de couleur verte avec une tête marron à reflets violets.

## Biologie

### Plantes hôtes
Les plantes hôtes de sa chenille sont diverses : Allophylus sp., Grewia sp., Hibiscus sp. (Hibiscus boryanus, Hibiscus rosa-sinensis, Hibiscus columnaris et Rhus sp. ainsi que Litsea glutinosa, Abutilon extipularae, Molinea alternifolia, Dombeya populnea,.

## Écologie et distribution
Il réside en Afrique au Malawi, Zimbabwe, Kenya, en Ouganda, à Madagascar, à La Réunion, l'ile Maurice, dans l'archipel des Comores, Aldabra et les Seychelles et à Mayotte pour Eagris sabadius isabella,.

### Biotope
Il réside dans toutes les zones où poussent ses plantes hôtes, en forêt humide comme en altitude.

### Protection
Pas de statut de protection particulier, figure avec la mention LC sur la liste rouge des rhopalocères de La RéunionINPN protection.